# Mania (album)
Pour les articles homonymes, voir Mania.
Albums de Fall Out Boy
American Beauty/American Psycho
(2015) So (Much) For Stardust
(2023)
Singles
1. Young and Menace
Sortie : 27 avril 2017
2. Champion
Sortie : 22 juin 2017
3. The Last of the Real Ones
Sortie : 14 septembre 2017
4. Hold Me Tight or Don't
Sortie : 15 novembre 2017

M A N I A est le septième album studio du groupe américain de pop punk Fall Out Boy sorti le 19 janvier 2018 sur le label Island Records.

## Fiche technique

### Liste des titres
Toutes les chansons sont écrites et composées par Fall Out Boy sauf si annotations.
| No  | Titre                             | Auteur                                           | Durée |
| --- | --------------------------------- | ------------------------------------------------ | ----- |
| 1.  | Stay Frosty Royal Milk Tea        |                                                  | 2:51  |
| 2.  | The Last of the Real Ones         | Fall Out Boy, Carlo Montagnese                   | 3:50  |
| 3.  | Hold Me Tight or Don't            | Fall Out Boy, Jonny Coffer                       | 3:30  |
| 4.  | Wilson (Expensive Mistakes)       | Fall Out Boy, Andrew Wells, Audra Mae, Kate York | 3:37  |
| 5.  | Church                            |                                                  | 3:31  |
| 6.  | Heaven's Gate                     |                                                  | 3:45  |
| 7.  | Champion                          | Fall Out Boy, Sia, Jesse Shatkin                 | 3:12  |
| 8.  | Sunshine Riptide (avec Burna Boy) | Fall Out Boy, Damini Ogulu                       | 3:24  |
| 9.  | Young and Menace                  |                                                  | 3:44  |
| 10. | Bishops Knife Trick               |                                                  | 4:23  |

## Classements hebdomadaires
| Classement (2018)                  | Meilleure place |
| ---------------------------------- | --------------- |
| Allemagne (Media Control AG)       | 5               |
| Australie (ARIA)                   | 3               |
| Autriche (Ö3 Austria Top 40)       | 6               |
| Belgique (Flandre Ultratop)        | 11              |
| Belgique (Wallonie Ultratop)       | 36              |
| Canada (Canadian Albums Chart)     | 2               |
| Écosse (OCC)                       | 3               |
| Espagne (Promusicae)               | 30              |
| États-Unis (Billboard 200)         | 1               |
| États-Unis (Top Rock Albums)       | 1               |
| Finlande (Suomen virallinen lista) | 8               |
| France (SNEP)                      | 54              |
| Irlande (IRMA)                     | 12              |
| Italie (FIMI)                      | 37              |
| Norvège (VG-lista)                 | 20              |
| Nouvelle-Zélande (RIANZ)           | 6               |
| Pays-Bas (Mega Album Top 100)      | 15              |
| Royaume-Uni (UK Albums Chart)      | 2               |
| Royaume-Uni (Rock & Metal Albums)  | 1               |
| Suède (Sverigetopplistan)          | 11              |
| Suisse (Schweizer Hitparade)       | 10              |

## Certifications
| Pays              | Certification | Unités certifiées |
| ----------------- | ------------- | ----------------- |
| Royaume-Uni (BPI) | Argent        | 60 000            |